# 1998 WZ23
1998 WZ23 är en asteroid i huvudbältet som upptäcktes den 25 november 1998 av LINEAR i Socorro County, New Mexico.
Asteroiden har en diameter på ungefär 6 kilometer.